# Valentin Heyn
Valentin Heyn (* 14. Februar 1805; † 1837) war ein deutscher Kommunalbeamter und Mitglied der kurhessischen Ständeversammlung.

## Leben
Valentin Heyn war bis 1834 als Kreissekretär beim Landratsamt Gelnhausen beschäftigt. Kreissekretäre mussten zur damaligen Zeit als Voraussetzung für eine derartige Stelle  ein Studium der Rechtswissenschaften vorweisen und waren oftmals in Vertretung eines Landrats im Einsatz.
Er hatte von 1836 an ein Mandat für den kurhessischen Landtag für den Wahlbezirk Gelnhausen, galt als gemäßigt liberal und musste schon bald aus gesundheitlichen Gründen sein Amt niederlegen. 
Wilhelm Leisler folgte ihm nach seinem Tod im Jahre 1837 im Amt.